# Едуардо Галеано
Едуа́рдо Галеа́но (ісп. Eduardo Germán María Hughes Galeano, (3 вересня 1940—13 квітня 2015) — уругвайський письменник, журналіст, лівий політичний діяч. Автор публіцистичних праць з історії, політики і художніх романів.
Народився в столиці Уругваю Монтевідео у 1940 році. Сім'я Галеано належала уругвайськой аристократії у занепаді, сам Едуардо був самоуком, закінчивши лише два роки середньої школи. У 13 років почав писати політичні коментарі для місцевої газети. Пізніше працював редактором різних газет і журналів, головним редактором тижневика «Марча» і директором щоденника «Епока» (Час). У 1973—1976 рр. був у вигнанні в Аргентині, потім, до 1984 р. в Іспанії, після чого повернувся на батьківщину. Під час вигнання у Буенос-Айресі, заснував і очолив журнал «Крісіс» (криза). Автор більше ніж десятка книжок, перекладених на 20 мов світу, і численних есе.